# Campodorus rubens
Campodorus rubens är en stekelart som först beskrevs av Herman Teunissen 1953.
Campodorus rubens ingår i släktet Campodorus och familjen brokparasitsteklar. Inga underarter finns listade.